# Dorint Kongresshotel Chemnitz
Le Dorint Kongresshotel Chemnitz est un hôtel 3 étoiles à Chemnitz en Allemagne. Situé dans le centre-ville de Chemnitz, il fait 97 mètres de haut et comporte 29 étages. Il s'agit du plus haut bâtiment de la ville.

## Histoire
Le bâtiment est conçu de 1969 à 1974 comme Interhotel Kongreß par l'architecte Rudolf Weißer dans ce qui était alors Karl-Marx-Stadt, dans le style brutaliste alors en vogue en République démocratique allemande. Après la réunification allemande, il appartient dans un premier temps au groupe Accor, puis au groupe Mercure Hotels.
L'hôtel est ensuite revendu plusieurs fois, mais exploité sous son ancien nom jusqu'à fin 2017. L'hôtel est exploité par la chaîne hôtelière allemande Dorint depuis 2018. Seuls les sept derniers étages sont encore utilisés comme hôtel avec un total de 101 chambres. En 2018, le restaurant panoramique a également ouvert au 26e étage après sa fermeture en 2014.